# Костинский сельсовет (Самарская область)
Костинский сельсовет — низшая административно-территориальная единица на территории современного Большечерниговского района Самарской области России. Существовал в 1918—1958 годах.

## История
С 18 января 1926 г. происходит организация самостоятельного Фитальского сельсовета с центром в пос.Фитали, вышедшего из Костинского сельсовета. В 1921—1922 гг. подобный орган местной власти существовал в п. Фитали.
На заседании Имилеевского ВИКа Пугачёвского уезда Самарской губернии от 23 апреля 1926 г. было принято решение о выделении национальных сельсоветов на примере Костинского (великороссы) и Хасьяновского (башкиры) (согласно письменному отношению Пугачёвского УИК Самарской губернии за № 8768 от 2 апреля 1926 года) с центром в пос. Хасьяново.
В июле 1928 года территория Хасьяновского сельсовета вошла обратно в состав Костинского сельсовета.
В 1918—1928 годах в составе Имилеевской волости Пугачёвского уезда Самарской губернии, с 1928 года в составе Больше-Глушицкого района Самарского округа Средне-Волжской области. В 1935 г. Постановлением Президиума Куйбышевкого крайисполкома от 5 февраля 1935 г. был образован Большечерниговский район и Костинский сельский Совет вошел в его состав.
В соответствии с решением исполкома Куйбышевского областного Совета депутатов трудящихся от 31 июля 1958 г. № 626, решением районного исполнительного комитета от 12 августа № 176 — Костинский сельский Совет влился в состав Краснооктябрьского сельского Совета

## Председатели сельсовета
- Ненашев Артемий, помощник председателя Попов Прокофий, секретарь Неверов Александр (до ноября 1921 г.), член сельсовета Жупиков Устин Павлович (с 4 февраля 1919 г.).
- Аллянчиков Трофим (председатель) (с 1 декабря 1921 г. — 1922 г.), секретарь Инюцин (Инющин) Павел (с 1 декабря 1921 г.), член сельсовета Жупиков Устин Павлович (до 1 ноября 1922 г.).
- Жупиков Устин Павлович (2 ноября 1923 г. до марта 1924 г.), секретарь Чижов (Сухов) Петр Фомич (8 ноября 1922 г. до марта 1924 г.).
- Есипов Филипп (с 20 ноября 1925 г.), помощник секретаря Япаров Шахидулла Хидиятович (1926 г.).
- Председатель Сапрыкин (1937 г.).
- Председатель Былинкина Наталья Евдокимовна (в 1944 г.).
- Председатель Колюжнов Д. В. (1946 г.).
- Председатель Жупикова П. В. (в 1957 г.)[1].